# عبد العظيم عبد الحق
عبد العظيم عبد الحق، (1 يناير 1905 - 3 أبريل 1993)، هو ممثل وملحّن مصري.

## حياته
- من مواليد محافظة المنيا بدأ عنده هواية التمثيل عام 1928، بعد التحاقه بفرقة أمين صدقي حيث عُيّن في الكورس بثمانية قروش يوميًا، إلا أن عائلته العريقة عارضت ذلك بشدة حيث أنه شقيق السياسي عبد الحميد عبد الحق، لكنه هرب للقاهرة وتتلمذ على يد الشيخ محمود صبح في الكورس الخاص به لمدة أربعة سنوات ثم أربع سنوات أخرى على يد الشيخ زكريا أحمد.[2]

- في عام 1948 التحق بالمعهد العالي للموسيقى المسرحية، وتخرج فيه عام 1950، وانتقل بين وظائف عديدة، فعمل بوظيفة مدير إدارة الهوايات بوزارة الشّؤون الاجتماعية، ثم رُقّيَ إلى مدير التفتيش المالي والإداري والمناقضات بوزارة العمل، ولما لم يعد يطيق الوظيفة الحكومية استقال.

- بدأت علاقته بالفن من خلال الموسيقى، لحّن أغنيات «تحت الشجر يا وهيبة»، «وحدة ما يغلبها غلاب»، كما وضع موسيقى لمسلسلات هارب من الأيام، الضحية، الرحيل، الساقية، ووضع أغنيات للعديد من الأفلام. اتجه إلى السينما في سن كبير، عمل في العديد من الأفلام والمسلسلات التلفزيونية مثل عندما يأتي المساء، عادات وتقاليد، الشهد والدموع.[2]

بدأ حياته الدراسية بالكتّاب؛ حيث حفظ القرآن الكريم، وجوّده، كما تعلم فيه اللغة العربية، والحساب، إلى أن أُقيم حفل خاص له، احتفالًا باكتمال حفظه للقرآن.
بعد ذلك، طلب من والده تعلم الموسيقى، إلا أنه كان يضربه، مطالبًا إياه بنسيان ذلك، إلى حين انتهاء دراسته، بعد نصائح من المقربين منه، إلى أن وصل إلى مرحلة البكالوريا، لكنه هرب قبل الامتحان في زراعات الذرة، هربًا من رغبة والده، في إدخاله كلية الحقوق.
رحل بعد ذلك نحو القاهرة، حيث بدأت رحلته الفنية في مسرح الفنان أمين صدقي، إذ كان يسعى لحفظ أكبر عدد من الألحان.
أحب الفنان سيد درويش كثيرًا، والذي وصفه بأنه «موسيقار الشعب»، الذي يقدم كل ما يمثل المجتمع بصدق وأمانة، مضيفًا أنه استفاد منه في كيفية استخدام «الصور الغنائية»؛ لأنه كان الأقدر في ذلك، وأن حفظ ألحانه سهل له فهم قواعد التلحين.

## من ألحانه
وعن أشهر ألحانه، قال عبد الحق إن من أبرزها «وحدة ما يغلبها غلاب»، و«هنبني السد»، و«بشاير»، و«تحت الشجر يا وهيبة»، ثم بدأ عمله في تترات المسلسلات.
وضع عبد العظيم عبد الحق ألحان أشهر الأغاني لكبار المطربين والمطربات في هذا الوقت، ومنها على سبيل المثال «الصيادين» لكارم محمود، «تحت الشجر يا وهيبة» لمحمد رشدي، «وحدة ما يغلبها غلاب» لمحمد قنديل، «في قلبي غرام» لمحمد عبد المطلب، «سحب رمشه ورد الباب» لمحمد قنديل.
حصل عبد العظيم عبد الحق على جائزة من إيطاليا عن موسيقى كتبها لفيلم تسجيلى كما شارك في التمثيل بفيلمين عالميين.
أكد عبد الحق أنه لم يقبل فكرة «الاقتباس» في الألحان، ووصفها بالسرقة، وأن الفنان الراحل محمد عبدالوهاب اقتبس عنه لحنًا، كان قد ألفه للفنانة حورية حسن، بعنوان «والله عليا دين وندر شمعتين»، فاستخدمه عبد الوهاب في أغنية «أهل الهوى مساكين.. صابرين ومش صابرين»، مشددًا على أن هذا الأمر آلمه كثيرًا، واصفًا اللحن بـ«ابنه» الذي سُرق منه.

## وفاته
توفي بالقاهرة عن عمر يناهز 88 عاما في 3 أبريل 1993.